# 오야마정 (도야마현 가미니카와군)
오야마정(大山町)은 도야마현 가미니카와군에 설치되었던 정이다. 2005년 1월 1일 시정촌 합병으로 도야마시가 되었다.

## 지리
산지로 둘러싸여 있으며, 최고 표고 지점은 스이쇼봉인 2,986m나 된다.
오쇼 지구 등 평야 농촌부에서는 소규모이면서 저택림이 있는 산촌을 볼 수 있다.또한 도야마시와 가깝기 때문에 베드타운으로 발전하고 있다.

## 역사
- 1889년 4월 1일 - 정촌제 시행과 함께 가미니카와군 오야마촌, 가미다키정, 오쇼촌, 후쿠자와촌이 탄생하였다.
- 1955년 1월 1일 - 오야마촌, 가미다키정, 오쇼촌, 후쿠자와촌이 합병해 오야마정이 탄생하였다.
- 2005년 4월 1일 - 가미니카와 군, 오사와노정, 네이군 후추정, 야쓰오정, 야마다촌, 호소이리촌과 합병해 새로운 도야마시의 일부가 되었다.

## 교육

### 대학
- 도야마 국제대학

### 고등학교
- 도야마 현립 주오노교 고등학교

### 중학교
- 오야마 정립 가미타키 중학교

### 초등학교
- 오야마 정립 가미타키 초등학교
- 오야마 정립 다이쇼 초등학교
- 오야마 정립 코미 초등학교
- 오야마 정립 후쿠자와 초등학교

### 유치원
- 오야마 정립 가미타키 유치원
- 오야마 정립 다이쇼 유치원
- 오야마 정립 코미 유치원
- 오야마 정립 후쿠자와 유치원

### 기타 교육 기관
도야마 국제직예학원

## 교통

### 공항
- 도야마 공항

### 철도
- 다테야마 선
- 가미다키 선